# Studencki Festiwal Piosenki
Studencki Festiwal Piosenki – studencki festiwal i konkurs piosenkarski organizowany od 1962 w Krakowie. Studencki Festiwal Piosenki jest imprezą o dużym znaczeniu, a zdobycie nagrody to szczególne wyróżnienie, które nierzadko otwiera laureatom drogę do dalszej kariery estradowej. Ze względu na wydarzenia polityczne w kraju, festiwal w latach 1968, 1971 i 1982 nie odbył się.
Festiwal nosił również nazwy Ogólnopolski Studencki Konkurs Piosenkarzy (1962–1965), Ogólnopolski Festiwal Piosenkarzy Studenckich (1966–1967) oraz Ogólnopolski Festiwal Piosenki i Piosenkarzy Studenckich (1969–1976; od tej nazwy pochodzi często używany skrót FPiPS).
Pomysł festiwalu zrodził się w klubie studenckim „Pod Jaszczurami”. Projekt imprezy został oficjalnie przedstawiony Radzie Okręgowej ZSP i ówczesny kierownik Komisji Kultury, Mieczysław Czuma, go zatwierdził. Przyznano pewne fundusze, przyciągnięto większe grono i przystąpiono do organizacji. W czwórce inicjatorów byli: Janusz Brylski, Andrzej Kochan, Andrzej Kossowicz (ówczesny kierownik Klubu pod Jaszczurami) i red. Janusz Cichalewski, który wyreżyserował i poprowadził pierwsze dwa Festiwale (zwane jeszcze wówczas Konkursami). Potem prowadzenie przejął Lucjan Kydryński. Janusz Cichalewski prowadził (oraz scenariusz i red. odpowiedzialna) również Festiwal w roku 1970 (godzinna transmisja TV z finału w Hali Wisły). Partnerowała mu Krystyna Loska. Pierwszą edycję w 1962 roku wygrali ex aequo Marian Kawski i Edward Lubaszenko. Drugie miejsce zajęła Ewa Demarczyk.

## Laureaci

### Osoby
- Stanisław Klawe (1977)
- Andrzej Poniedzielski (1977)
- Maria Wiernikowska (1977)
- Bronek Opałko (1977)
- Marek Andrzejewski (1994)[1]
- Paweł Birula (1972)[1]
- Stefan Brzozowski (1980 nagroda specjalna)[1]
- Piotr Bukartyk (1984)[1]
- Natasza Czarmińska (1970)[1]
- Maciej Danek (1989)[1]
- Kamila Dauksz (2015) – 2 nagroda festiwalu[2]
- Ewa Demarczyk (1962)[1]
- Leszek Długosz (1963)[1]
- Wojciech Dróżdż (1978)[1]
- Marek Dyjak (1995)[1]
- Marek Grechuta (1967)[1]
- Grzegorz Halama (1995)[1]
- Danuta Jamrozy (1965)[1]
- Lech Janerka
- Jacek Kaczmarski (1977 w duecie z Piotrem Gierakiem, 1978 indywidualnie, 1979 nagroda specjalna i nagroda dziennikarzy dla zespołu „Wieczór Kawalerski”)[1][3]
- Anna Kamińska (2015) – 3 nagroda festiwalu[2]
- Tadeusz Karmazyn (1972)[1]
- Robert Kasprzycki (1992)[1]
- Marian Kawski (1962)[4]
- Mirosława Kowalak (1965)[1]
- Jacek Kowalski (1988)[5][6]
- Antonina Krzysztoń (1983, pierwsza nagroda)[1]
- Zbigniew Książek (1979)[1]
- Adrianna Kućmierz (2015) – 1 nagroda festiwalu (ex aequo z Izabelą Szafrańską i Pawłem Sokołowskim)[2]
- Edward Lubaszenko (1962)[1]
- Mariusz Lubomski (1987)[1]
- Ryszard Makowski (1986)[1]
- Konrad Materna (1985)[1]
- Krzysztof Piasecki (1973 – w zespole, 1974)[1]
- Hanna Podkanowicz (1966)[1]
- Urszula Popiel (1966)[1]
- Renata Przemyk (1989)[1]
- Maryla Rodowicz (1967)[1]
- Piotr Rogucki (2001)[1][7]
- Andrzej Rosiewicz (1965)[1]
- Andrzej Sikorowski (1970)[1]
- Urszula Sipińska (1965)[1]
- Bohdan Smoleń (1975)[1]
- Ilona Sojda (2005)[1]
- Stanisław Sojka[1]
- Zdzisława Sośnicka (1964)[1]
- Basia Stępniak-Wilk (1995)[1]
- Izabela Szafrańska i Paweł Sokołowski (2015) – 1 nagroda festiwalu (ex aequo z Adrianną Kućmierz)[2]
- Piotr Szczepanik (1963)[4]
- Dorota Ślęzak (1996)[1]
- Krystyna Tkacz (1970)[1]
- Wiesław Tupaczewski (1984)[1]
- Grzegorz Turnau (1984)[1]
- Magdalena Turowska (1993)[1]
- Teresa Tutinas (1964)[1]
- Jarosław Wasik (1994)[1]
- Elżbieta Wojnowska (1974)[1]
- Jan Wołek (1975, 1976)[1]
- Bogdana Zagórska (1963)[1]
- Zbigniew Zamachowski
- Maciej Zembaty (1965)[1]
- Magda Żuk (1983, trzecia nagroda)[1]
- Jacek Bętkowski (1965, 1966)

### Zespoły, grupy teatralne, kabarety
- Boom (1973)[1]
- Grupa „EX” (1980)[1]
- Krakersy (1983, druga nagroda ex aequo z Zespołem Reprezentacyjnym)[1]
- Nasza Basia Kochana (1976)[1]
- Pod Budą (1974)[1]
- Potem (1987)[1]
- Raz, Dwa, Trzy (1990)[1]
- For Dee (1991)[1]
- Trzeci Oddech Kaczuchy (1981)[1]
- Wały Jagiellońskie (1978)[1]
- Wolna Grupa Bukowina (1974)[1]
- Zespół Reprezentacyjny (1983, druga nagroda ex aequo z grupą Krakersy)[1]
- Cudowny Czwartek (1999)[1]
- Limes Interior ( 1989 ) trzecia nagroda
- Niesamowita Sprawa (2023) Pierwsza nagroda ex aequo z Ingą Żebrowską

## Przyznawane stypendia i nagrody

### Stypendium im. Wojtka Bellona
Stypendium im. Wojtka Bellona jest nagrodą w formie rocznego stypendium, przyznawaną corocznie wybranemu uczestnikowi Studenckiego Festiwalu Piosenki w Krakowie, zwykle autorom i wykonawcom najlepszych tekstów.
Nagroda nosi imię Wojciecha Bellona, pieśniarza i balladzisty. Od czasu kiedy zaczęto przyznawać stypendium, jego laureatami byli między innymi:
Julian Mere,
Tadeusz Krok,
Maciej Danek,
Robert Kasprzycki,
Kamil Wasicki (2004, 2006),
Sebastian Kowalczyk (2005),
Łukasz Majewski (2007),
Dominika Barabas (2008),
Monika Parczyńska (2009),
Mirosław Sokołowski (2010) i
Paweł Leszoski (2011).

### Stypendium twórcze im. Marka Grechuty
Stypendium jest przyznawane laureatom Studenckiego Festiwalu Piosenki. Otrzymali je:
Paulina Bisztyga (2005),
Joanna Lewandowska (2006),
Lena Piękniewska (2007),
Gabriela Lencka z zespołem(2008),
Marcin Różycki (2009).

### Nagroda Kapituły im. Jacka Kaczmarskiego
Jacek Kaczmarski był mocno związany ze Studenckim Festiwalem Piosenki. Zadebiutował na nim w roku 1976 zdobywając (w duecie z Piotrem Gierakiem) pierwszą nagrodę za piosenkę Obława. Indywidualnie nagrodę główną zdobył rok później, a po raz trzeci wystąpił z zespołem „Wieczór Kawalerski”, który otrzymał nagrodę specjalną i nagrodę dziennikarzy. Przez wiele lat był współtwórcą Studenckiego Festiwalu Piosenki, jego wieloletnim jurorem i członkiem Rady Artystycznej. Aby uczcić Jego pamięć Festiwal powołał w 2004 roku Kapitułę Nagrody im. Jacka Kaczmarskiego. W skład Kapituły weszli jego przyjaciele, a w następnych latach również laureaci nagród im. Jacka Kaczmarskiego.
Nagrody otrzymali:
Mirosław Czyżykiewicz (2004),
Adam Nowak (2005),
Piotr Rogucki (2006),
Kazik Staszewski (2007),
Jan Krzysztof Kelus (2008),
Basia Stępniak-Wilk (2009),
Piotr Bukartyk (2011).